# Lubāna
Lubāna ( výslovnost) je město v Lotyšsku a správní centrum stejnojmenného kraje. V roce 2010 zde žilo 1873 obyvatel.